# Medailon (šperk)

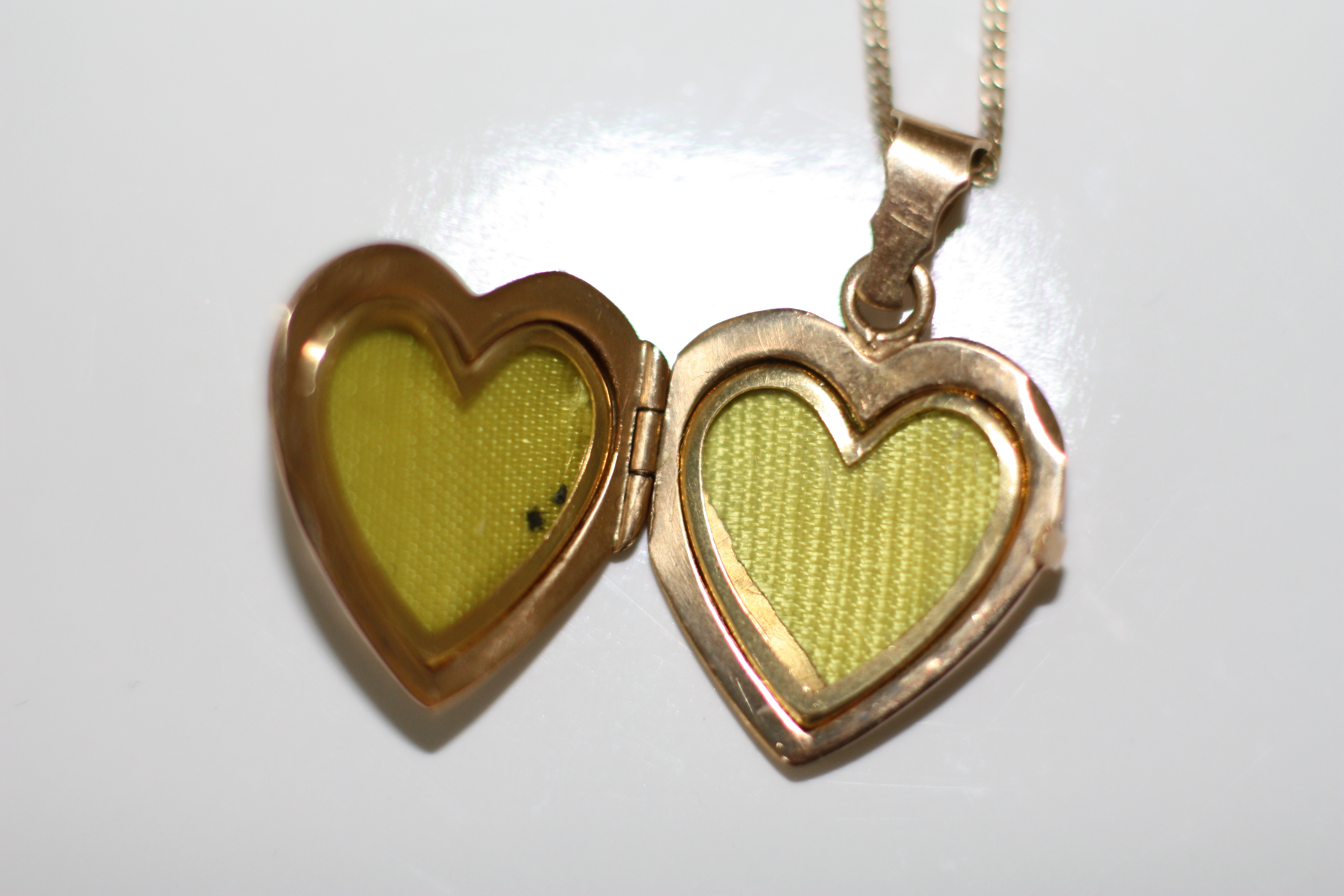
Srdíčkový otvírací medailon, kolem 1920

Medailon je nejčastěji oválný nebo kruhový přívěsek s reliéfem nebo obrázkem, který se nosí na řetízku.
Medailony s gemou byly v oblibě už ve starověku a pak opět v renesanci. Mohly plnit také funkci amuletu. Později se často vyráběly medailony se smaltovaným nebo malovaným portrétem. V 19. století se často nosily medailony otvírací, s obrázkem nebo uzlíčkem vlasů uvnitř. Mohly být i obdélné nebo ve tvaru srdíčka. Ve 20. století patřily medailonky s raženým reliéfem k nejběžnějším lidovým šperkům.